# Championnat d'Amérique du Nord masculin de volley-ball des moins de 19 ans 2008
Navigation
Édition précédente Édition suivante
Le 6e Championnat d'Amérique du Nord de volley-ball masculin des moins de 19 ans s'est déroulé du 3 août 2008 au 8 août 2008 à Miami, États-Unis. Il a mis aux prises les sept meilleures équipes continentales.

## Équipes présentes
| - Îles Vierges des États-Unis - Mexique - États-Unis - Salvador | - Porto Rico - Costa Rica - Guatemala |

## Compétition

### Tour préliminaire

#### Composition des poules
| Poule A                       | Poule B                                                   |
| ----------------------------- | --------------------------------------------------------- |
| États-Unis Guatemala Salvador | Mexique Îles Vierges des États-Unis Costa Rica Porto Rico |

#### Poule A
| # | Équipe     | Pts | J | G | P | Sp | Sc | Ratio | Pp  | Pc  | Ratio |
| - | ---------- | --- | - | - | - | -- | -- | ----- | --- | --- | ----- |
| 1 | États-Unis | 4   | 2 | 2 | 0 | 6  | 0  | MAX   | 150 | 86  | 1.744 |
| 2 | Guatemala  | 3   | 2 | 1 | 1 | 3  | 3  | 1     | 122 | 127 | 0.961 |
| 3 | Salvador   | 2   | 2 | 0 | 2 | 0  | 6  | 0     | 91  | 150 | 0.607 |

#### Poule B
| # | Équipe                      | Pts | J | G | P | Sp | Sc | Ratio | Pp  | Pc  | Ratio |
| - | --------------------------- | --- | - | - | - | -- | -- | ----- | --- | --- | ----- |
| 1 | Porto Rico                  | 6   | 3 | 3 | 0 | 9  | 2  | 4.5   | 273 | 211 | 1.294 |
| 2 | Mexique                     | 5   | 3 | 2 | 1 | 8  | 3  | 2.667 | 276 | 190 | 1.453 |
| 3 | Costa Rica                  | 4   | 3 | 1 | 2 | 3  | 6  | 0.5   | 147 | 191 | 0.77  |
| 4 | Îles Vierges des États-Unis | 3   | 3 | 0 | 3 | 0  | 9  | 0     | 121 | 225 | 0.538 |

### Phase de classement

#### Classement 1-4
|  | Quarts de finale                  | Quarts de finale            |                             |                             | Demi-finales                | Demi-finales                |  |  | Finale                      | Finale                      |
|  | Quarts de finale                  | Quarts de finale            |                             |                             | Demi-finales                | Demi-finales                |  |  | Finale                      | Finale                      |
|  |                                   |                             |                             |                             |                             |                             |  |  |                             |                             |
|  | 06.08.08, 10-25 20-25 23-25       | 06.08.08, 10-25 20-25 23-25 |                             |                             | 07.08.08, 25-21 25-20 25-18 | 07.08.08, 25-21 25-20 25-18 |  |  | 08.08.08, 25-19 25-21 25-22 | 08.08.08, 25-19 25-21 25-22 |
|  | 06.08.08, 10-25 20-25 23-25       | 06.08.08, 10-25 20-25 23-25 |                             |                             | 07.08.08, 25-21 25-20 25-18 | 07.08.08, 25-21 25-20 25-18 |  |  | 08.08.08, 25-19 25-21 25-22 | 08.08.08, 25-19 25-21 25-22 |
|  | 06.08.08, 10-25 20-25 23-25       | 06.08.08, 10-25 20-25 23-25 | États-Unis                  | 3                           |                             |                             |  |  | 08.08.08, 25-19 25-21 25-22 | 08.08.08, 25-19 25-21 25-22 |
|  | Salvador                          | 0                           | États-Unis                  | 3                           |                             |                             |  |  | 08.08.08, 25-19 25-21 25-22 | 08.08.08, 25-19 25-21 25-22 |
|  | Salvador                          | 0                           | Mexique                     | 0                           |                             |                             |  |  | 08.08.08, 25-19 25-21 25-22 | 08.08.08, 25-19 25-21 25-22 |
|  | Mexique                           | 3                           | Mexique                     | 0                           |                             |                             |  |  | 08.08.08, 25-19 25-21 25-22 | 08.08.08, 25-19 25-21 25-22 |
|  | Mexique                           | 3                           | 07.08.08, 19-25 20-25 15-25 | 07.08.08, 19-25 20-25 15-25 | États-Unis                  | 3                           |  |  |                             |                             |
|  | 06.08.08, 25-20 25-21 16-25 25-21 |                             | 07.08.08, 19-25 20-25 15-25 | 07.08.08, 19-25 20-25 15-25 | États-Unis                  | 3                           |  |  |                             |                             |
|  |                                   | Porto Rico                  | 07.08.08, 19-25 20-25 15-25 | 07.08.08, 19-25 20-25 15-25 | 0                           |                             |  |  |                             |                             |
|  | Guatemala                         | Porto Rico                  | 07.08.08, 19-25 20-25 15-25 | 07.08.08, 19-25 20-25 15-25 | 0                           | 3                           |  |  |                             |                             |
|  | Guatemala                         | Guatemala                   | 0                           |                             |                             | 3                           |  |  |                             |                             |
|  | Costa Rica                        | Guatemala                   | 0                           | 1                           |                             |                             |  |  |                             |                             |
|  | Costa Rica                        | Porto Rico                  | 3                           | 1                           |                             |                             |  |  |                             |                             |
|  |                                   | Porto Rico                  | 3                           | Match pour la 3e place      |                             |                             |  |  |                             |                             |
|  |                                   |                             |                             |                             |                             |                             |  |  |                             |                             |
|  | 08.08.08, 25-22 25-21 25-17       |                             |                             |                             |                             |                             |  |  |                             |                             |
|  |                                   |                             |                             |                             |                             |                             |  |  |                             |                             |
|  | Mexique                           | 3                           |                             |                             |                             |                             |  |  |                             |                             |
|  | Mexique                           | 3                           |                             |                             |                             |                             |  |  |                             |                             |
|  | Guatemala                         | 0                           |                             |                             |                             |                             |  |  |                             |                             |
|  | Guatemala                         | 0                           |                             |                             |                             |                             |  |  |                             |                             |

## Classement final
| Place              | Équipe                      |
| ------------------ | --------------------------- |
| Médaille d'or      | États-Unis                  |
| Médaille d'argent  | Porto Rico                  |
| Médaille de bronze | Mexique                     |
| 4                  | Guatemala                   |
| 5                  | Salvador                    |
| 6                  | Costa Rica                  |
| 7                  | Îles Vierges des États-Unis |

## Distinctions individuelles
- MVP : Weston Nielsen
- Meilleur marqueur : Jorge Lopez
- Meilleur attaquant : Jorge Lopez
- Meilleur contreur :  Jorge Barajas
- Meilleur serveur : Jorge Cabrera
- Meilleur passeur : Oliver Deutschman
- Meilleur défenseur : Javier Cáceres
- Meilleur réceptionneur : Evan Mottram
- Meilleur libero : Evan Mottram